# Khanyourdou (Khodjaly)
Khanyourdou est un village de la région de Khodjaly en Azerbaïdjan.

## Population
Elle compte 592 habitants en 2005.